# Fáskövirózsa-formák
A fáskövirózsa-formák (Sempervivoideae) a kőtörőfű-virágúak (Saxifragales) rendjébe sorolt varjúhájfélék (Crassulaceae) családjában a három alcsalád egyike (a legtöbb fajt számláló).

## Elterjedésük, élőhelyük
Valamennyi nemzetség holarktikus — a fajok többsége Közép-Amerikában, illetve az Andokban él. Az Újvilágban észak felé az USA déli részéig (Arizona) értek el.

## Megjelenésük, felépítésük
Levélszukkulens pozsgás növények. Egyesek levelei tőlevélrózsában, másokéi rövid szár végén fejlődő levélrózsában, megint másoké a száron szórtan nőnek.

## Felhasználásuk
Az alcsalád több pozsgás nemzetségét dísznövényként termesztik — főleg sziklakertekben, illetve cserepes növényként.

## Rendszerezésük
Az alcsaládba 4 nemzetségcsoportot sorolnak összesen 30 nemzetséggel:
- Aeonieae Thiede ex Reveal
  - kövirózsacserje (Aeonium) Webb & Berthel.
  - Aichryson Webb & Berthel.
  - sziklagyökér (Monanthes) Haw.
- Sedeae Fr.
  - Afrovivella A.Berger
  - Cremnophila Rose
  - Dudleya Britton & Rose
  - fáskövirózsa (Echeveria) DC.
  - Graptopetalum Rose
  - Lenophyllum Rose
  - varjúhájfa (Pachyphytum) Link, Klotzsch & Otto
  - Pistorinia DC.
  - Prometheum (A.Berger) H.Ohba
  - Rosularia (DC.) Stapf
  - varjúháj (Sedum) L.
  - Thompsonella Britton & Rose
  - Villadia Rose
- Semperviveae Dumort.
  - Petrosedum Grulich
  - kövirózsa (Sempervivum) L.
- Umbiliceae Meisn.
  - Hylotelephium H.Ohba
  - Meterostachys (Makino) Nakai
  - mongolkőrózsa (Orostachys) Fisch.
  - Perrierosedum (A.Berger) H.Ohba
  - Phedimus Raf.
  - Pseudosedum (Boiss.) A.Berger
  - Rhodiola L.
  - Sinocrassula A.Berger
  - Umbilicus DC.

- Incertae sedis – „bizonytalan helyzetű” (az alábbi nemzetségek még nincsenek a fenti nemzetségcsoportokba besorolva):
  - Chaloupkaea Niederle
  - sűrűlevél (Chiastophyllum) (Ledeb.) A.Berger
  - Kungia K.T.Fu